# Octobre 1841

## Événements
- 2 octobre : Balzac signe avec Fume, Hetzel, Paulin et Dubochet un contrat pour ses « œuvres complètes », à paraître sous le titre général : La Comédie humaine.

## Naissances
- 16 octobre : Hirobumi Itō, homme politique japonais.
- 27 octobre : Guillaume-Marie-Joseph Labouré, cardinal français, archevêque de Rennes († 21 avril 1906).

## Décès
- 28 octobre : Johan August Arfwedson (né en 1792), chimiste suédois.